# چکاوک پس‌سرحنایی
چکاوک پس‌سرحنایی (نام علمی: Mirafra africana) نام یک گونه از سرده جل‌ها است.